# Николаевка (село, Аннинский район)
Никола́евка — село в Аннинском районе Воронежской области России.
Административный центр Николаевского сельского поселения.

## Население
| 1859 | 1897  | 2000  | 2005  | 2010  |
| ---- | ----- | ----- | ----- | ----- |
| 776  | ↗1364 | ↗1485 | ↘1340 | ↘1188 |

## География
Расположено близ реки Тойда (приток Битюга), в 100 км к востоку от Воронежа.
Почва — чернозёмы, рельеф спокойный. Основная река — Тойда. Много небольших озёр, искусственных водоёмов.

## История
Село Николаевка возникло на месте небольшого хутора при загонах для скота, принадлежавшего крестьянам тогда дворцового села Анна. Этот хутор, ещё без названия, был указан на карте 1797 года. В начале XIX века здесь начала расти деревня. Населялась она крепостными крестьянами графа Ф. В. Ростопчина, жителями Анны.

## Экономика

### Основные предприятия
- СХА МХП «Николаевское» — производство колбасных, мясных изделий, разведении свиней.
- ЗАО «Николаевское» — СХА специализирующаяся на выращивании сахарной свеклы и зернобобовых растений.

### Транспорт
Рядом проходят автомобильные дороги: Федеральная трасса А144 «Курск—Воронеж—Саратов»; трассы областного подчинения: «Анна—Бобров», «Анна—Эртиль», «Анна—Таловая».
Мимо проходит железная дорога до станции Анна на 88-километровой ветке от станции Графская (на линии «Грязи—Воронеж»).

## Уроженцы села
- Кожанова, Варвара Ивановна (1910 — ?) — Герой Социалистического Труда.
- Фёдор Яковлевич Спахов — советский танкист, Герой Советского Союза.